# Нерлей
Нерлей — село в Большеберезниковском районе Республики Мордовия, в составе Пермисского сельского поселения.

## Название
В основе названия села лежит от эрзянского нерь лей — «мыс у речки».

## География
Село расположено на реке Нерлейка, на высоте 194 м над уровнем моря.

## Население
На 2001 год население составляло 42 человека.
| 2002 | 2010 |
| ---- | ---- |
| 40   | ↘20  |